# Tyrone Power
Tyrone Edmund Power jr. (Cincinnati, 5 mei 1914 - Madrid, 15 november 1958), meestal simpelweg aangeduid als Tyrone Power, was een Amerikaans acteur die tussen de jaren 30 en 50 te zien was in romantische films en films die zich afspelen in de 16e eeuw.

## Vroeger leven
Geboren in Cincinnati in 1914 als enige zoon van acteur Tyrone Power sr. en Helen Emma "Patia" Reaume, was Power lid van een familie die al generaties werkzaam was als acteur, waaronder de Ier Tyrone Power (1795-1841).
Aan het begin van zijn jeugd bracht Power zijn tijd door in Cincinnati. Zijn vader was vaak afwezig vanwege zijn verplichtingen aan het toneel in New York. De jonge Power was vaak ziek. De dokters vertelden zijn ouders dat het aan het klimaat lag en adviseerden dat het beste was naar Californië te verhuizen.
De familie verhuisde ernaartoe in 1915. Zijn zus Anne werd geboren, vlak nadat ze introkken in hun nieuwe residentie, op 26 augustus 1915. In Californië waren Powers ouders samen op het toneel te zien. Daarnaast brachten ze samen een film uit in 1917, genaamd The Planter. Toen Tyrone Power Sr. weer naar New York moest voor zijn werk, verslechterde de gezinsrelatie. Hij scheidde van zijn vrouw in 1920.
Na de echtscheiding bleef Patia Power werkzaam als theateractrice. Toen de jonge Power zeven jaar oud was, kreeg hij een rol in zijn moeders toneelstuk La Golondrina. Het gezin verhuisde enkele jaren later terug naar Cincinnati en trok in bij Patia's tante Helen Schuster Martin, oprichtster van de indertijd welbekende Schuster-Martin School of Drama. Om haar gezin te onderhouden, werkte Patia op die school als stem- en dramacoach. Ook gaf ze de jonge Power les in haar vrije tijd.
Nadat Power in 1931 zijn diploma haalde op de Purcell High School, vertrok hij naar zijn vader om van hem meer privéacteerlessen te krijgen.

## Carrière

### Jaren 30
Nadat zijn vader echter in december 1931 al stierf aan een hartaanval in de armen van zijn zoon, besloot Power toch om zijn carrière als acteur door te zetten. Power ging deur aan deur om werk te zoeken. Hoewel de meesten zijn vader prezen, kwam Power niet aan de bak.
In 1932 kreeg Power een kleine rol in Tom Brown of Culver, een film met Tom Brown. Powers ervaring in de film opende echter niet meer deuren. Hij zag geen toekomst in de film en ging het theater in. Ontmoedigd en op aanraden van zijn vriend Arthur Caesar, vertrok Power naar New York om daar het theater in te gaan. Onderweg stopte Power in Chicago. Hier ontmoette hij Don Ameche, een radiopersoonlijkheid met wie hij goede vrienden zou worden. Ameche haalde Power over om er tijdelijk te blijven om ook voor de radio te werken. Power vertrok niet veel later echter om ook daadwerkelijk naar New York te gaan.
Hier ontmoette hij Katharine Cornell, een bekende theateractrice die hem als understudy plaatste voor Burgess Meredith voor het toneelstuk Flowers of the Forest. Nadat het stuk erop zat, zorgde Cornell ervoor dat Power de rol van Benvolio kreeg in Romeo and Juliet. Hier werd hij ontdekt en kreeg hij screentests aangeboden. Cornell, die hem in eerste instantie aanraadde meer ervaring op te doen in het theater voor een carrière in Hollywood, raadde hem dit keer aan om de screentests te nemen.
Power vertrok naar Hollywood in 1936, waar hij een contract kreeg bij 20th Century Fox. Al snel kreeg Power enkele hoofdrollen in speelfilms. Alice Faye, die al een ster was bij de studio, vroeg Power voor haar aankomende film Sing Baby Sing. De regisseur van de film, Sidney Lanfield, zag Powers potentie niet en koos een andere acteur. Lanfield vertelde aan Power dat hij nooit een goede acteur zou worden en beter een andere baan kon zoeken.
Faye vroeg aan de studio of Power een tweede kans mocht krijgen. Hij kreeg vervolgens een kleine rol in de film Girls' Dormitory. Hier kreeg hij voor het eerst aandacht. Hedda Hopper bekeek de film een tweede keer om meer van hem te weten te komen. In zijn volgende film, Ladies in Love (1936), kreeg Power een grotere rol. Janet Gaynor, Constance Bennett en Loretta Young waren ook in de film te zien. Fox wilde Power niet inzetten voor films, maar Power ging naar Henry Kings kantoor waar hij hem vroeg te overwegen om hem toch te selecteren voor de rol. King was onder de indruk van Power en besloot hem de rol te geven. Daarnaast stond King erop dat Power getest zou worden voor de hoofdrol in Lloyd's of London. Hoewel Darryl F. Zanuck Don Ameche wilde inzetten voor de rol, gaf King Power ook de rol voor die film. Vlak voordat de film in première ging, was Power nog een onbekende acteur. Toen hij het theater uitliep, was hij een ster.
Power was nu in de ene hitfilm na de andere te zien tussen 1936 en 1943, toen zijn carrière werd onderbroken om te dienen in het leger. Power was in romantische komedies te zien, zoals Thin Ice en Day-Time Wife, in drama's zoals Suez, Blood and Sand, The Rains Came en In Old Chicago, in musicals zoals Alexander's Ragtime Band, Second Fiddle en Rose of Washington Square, in de westerns Jesse James en Brigham Young, in de oorlogsfilms Yank in the R.A.F en This Above All en de films die zich afspelen in de 16e eeuw, zoals The Mark of Zorro en The Black Swan.
Jesse James was een kassucces, ondanks de kritiek voor het fictionaliseren en idealiseren van het leven van een beruchte crimineel. De film werd opgenomen in Pineville. Jesse James was daarmee de eerste film van Power die op locatie werd opgenomen. Daarnaast was het ook de eerste film in technicolor met Power.
Power werd in de jaren 30 één keer uitgeleend aan een andere studio. Dit was in 1938, toen Power in Metro-Goldwyn-Mayers Marie Antoinette te zien was. Echter, Darryl F. Zanuck vond dat Power niet op zijn best was in deze film en hij zwoer dat hij Power nooit meer zou uitlenen. Hierdoor moest Power rollen weigeren voor films die legendarisch zouden worden, waaronder Gone with the Wind.

### Jaren 40
Toen in 1940 The Mark of Zorro werd uitgebracht, veranderde dit Powers carrière voorgoed. De verschijning van Zorro werd in 1920 al bekend in media, toen Douglas Fairbanks de titelrol speelde, maar ook Powers prestatie werd geprezen. Fox gebruikte hem de volgende jaren nog in verscheidene mantel- en degenfilms. Basil Rathbone, de acteur die tegen hem moest zwaardvechten, vertelde dat hij nog nooit iemand had ontmoet die dit zo goed deed als Power.
Ondanks het feit dat Power het erg druk had met films maken voor Fox, kon hij in de jaren 40 ook wat tijd vinden om opnieuw voor de radio te werken. Hier verscheen hij met zijn vrouw, Annabella, in verschillende uitzendingen. Tijdens zijn periode dat hij voor de radio werkte, speelde hij tegenover onder andere Humphrey Bogart, Jeanne Crain, Loretta Young, Alice Faye en Al Jolson.
In 1943 werd zijn carrière stopgezet, omdat Power de militaire dienst in moest. Hij werkte voor de U.S. Marines, aan wie hij training aanvroeg aan het einde van 1942. Echter, Power werd door Fox tijdelijk teruggeroepen om Crash Dive af te maken. Hierin was hij te zien tegenover Anne Baxter, een actrice naast wie hij later in nog meer films te zien zou zijn.
Power kwam in 1946 terug, toen hij naast Gene Tierney te zien was in The Razor's Edge. Zijn volgende film werd de film noir Nightmare Alley. Power moest hard werken om de rol te bemachtigen, aangezien Darryl F. Zanuck geen potentie zag in Power als een duister personage. De film zou eigenlijk een B-film worden. Toen Zanuck Power zijn zin gaf, maakte hij er een A-film van en trok hij Edmund Goulding aan als regisseur.
Power maakte niet veel dramatische films. Hij was nog te zien in de kostuumfilm Captain from Castile voordat hij weer terugkeerde naar romantische komedies.

### Jaren 50
In de jaren 50 werd Power erg ongelukkig van de filmrollen die hij kreeg. Zo was hij niet trots in de films American Guerrilla in the Philippines en Pony Soldier te hebben gespeeld. Hij vroeg om toestemming om naar filmrollen te zoeken buiten Fox. Fox gunde hem dit en niet veel later, in 1953, was Power te zien in The Mississippi Gambler, een film van Universal Studios. Power kreeg grote bedragen qua loon en Fox zag opnieuw veel profijt in de acteur. Toen het contract met Fox eindigde, deden ze dan ook hun uiterste best Power te overhalen zijn contract te vernieuwen. Zo gaven ze hem de mogelijkheid te spelen in de film The Robe. Power sloeg de rol echter af en ging een jaar op tour om te spelen in het theater.
In de jaren 50 had Power veel succes op Broadway. Na in verscheidene stukken te zien zijn geweest, keerde Power terug naar Fox. Zijn verblijf bij Fox kwam tot een eind en in 1955 was hij in de laatste film voor de studio te zien. Niet veel later was Power tegenover Kim Novak te zien in The Eddy Duchin Story, een film waarvoor veel kaartjes werden verkocht. Zijn oude baas, Darryl F. Zanuck, zorgde ervoor dat Power in 1957 in The Sun Also Rises te zien zou zijn.
Powers laatste film werd ook zijn meest geprezen film. Hij was toen tegenover Marlene Dietrich te zien in Witness for the Prosecution, een film, gebaseerd op een verhaal van Agatha Christie en geregisseerd door Billy Wilder.
In september 1958 vertrok Power naar Madrid en Valdespartera om de film Solomon and Sheba op te nemen. 75% van de opnamen zaten er al op toen Power plotseling een hartaanval kreeg. Yul Brynner verving hem.